# فهرست قهرمانان جهان و المپیک کشتی آزاد مردان
رقابت‌های کشتی آزاد مردان از بازی‌های المپیک در سال ۱۹۰۴ آغاز شد. فیلا برگزاری مسابقات قهرمانی جهان کشتی آزاد مردان را از سال ۱۹۵۱ آغاز کرد.
در سال برگزاری المپیک، اتحادیه جهانی کشتی مسابقات قهرمانی جهان را برگزار نمی‌کند.
برای بازی‌های المپیک، رده‌بندی تیمی به صورت رسمی وجود ندارد.

## پرافتخارترین قهرمانان جهان و المپیک

### ۱۰ قهرمانی
الکساندر مدوید، ۱۹۷۲–۱۹۶۲

### ۹ قهرمانی
بووایسار سایتیف، ۲۰۰۸–۱۹۹۵

### ۸ قهرمانی
سرگئی بلوگلازوف، ۱۹۸۸–۱۹۸۰
  آرسن فادزائف، ۱۹۹۲–۱۹۸۳
 والنتین یوردانف، ۱۹۹۶–۱۹۸۳
    عبدالرشید سعدالله‌اف، ۲۰۲۴–۲۰۱۴

### ۷ قهرمانی
ماخاربک خادارتسف، ۱۹۹۲–۱۹۸۶
 جردن باروز، ۲۰۲۲–۲۰۱۱

### ۶ قهرمانی
عبدالله موحد، ۱۹۷۰–۱۹۶۵
 لوان تدیاشویلی، ۱۹۷۶–۱۹۷۱
 سوزلان آندیف، ۱۹۸۰–۱۹۷۳
   لری خابلوف، ۱۹۹۳–۱۹۸۵
 جان اسمیت، ۱۹۹۲–۱۹۸۷
 حاجی‌مراد گاتسالوف، ۲۰۱۳–۲۰۰۴

### ۵ قهرمانی
مصطفی داغستانلی، ۱۹۶۰–۱۹۵۴
 علی علیف، ۱۹۶۷–۱۹۵۹
 الکساندر ایوانیتسکی، ۱۹۶۶–۱۹۶۲
 یوجی تاکادا، ۱۹۷۹–۱۹۷۴
 ولادیمیر یومین، ۱۹۷۹–۱۹۷۴
 بروس بومگارتنر، ۱۹۹۵–۱۹۸۴

## پرافتخارترین تیم‌ها
فهرست زیر شامل عناوین قهرمانی تیم‌ها در رقابت‌های قهرمانی جهان و عنوان قهرمانی غیررسمی تیمی‌در بازی‌های المپیک است؛ اگرچه هیچ رده‌بندی رسمی تیمی برای بازی‌های المپیک وجود ندارد.

### ۴۷ قهرمانی
/  /  /  اتحاد جماهیر شوروی / روسیه / کمیته المپیک روسیه/ فدراسیون کشتی روسیه: ۲۰۲۱–۱۹۵۹

### ۱۰ قهرمانی
ایالات متحدهٔ آمریکا: ۲۰۲۳–۱۹۰۴

### ۷ قهرمانی
ترکیه: ۱۹۹۴–۱۹۴۸

### ۶ قهرمانی
ایران: ۲۰۱۳–۱۹۶۱

### ۲ قهرمانی
فنلاند: ۱۹۲۸–۱۹۲۰
 ژاپن: ۱۹۶۸–۱۹۶۴

### ۱ قهرمانی
بریتانیا: ۱۹۰۸
 بلغارستان: ۱۹۳۶
 سوئد: ۱۹۵۲
 گرجستان: ۲۰۰۳